# Кесальтенанго
Кесальтенанго (ісп. Quetzaltenango, маян. Xelajú ʃelaˈχu або Xela [ˈʃela])) — місто в Гватемалі за 110 км від столиці. Центр однойменного департамента. 106 тисяч мешканців.

## Клімат
Місто знаходиться у зоні, котра характеризується океанічним кліматом субтропічних нагір'їв. Найтепліший місяць — квітень із середньою температурою 13.9 °C (57 °F). Найхолодніший місяць — січень, із середньою температурою 10 °С (50 °F).
| Клімат Кесальтенанго    | Клімат Кесальтенанго | Клімат Кесальтенанго | Клімат Кесальтенанго | Клімат Кесальтенанго | Клімат Кесальтенанго | Клімат Кесальтенанго | Клімат Кесальтенанго | Клімат Кесальтенанго | Клімат Кесальтенанго | Клімат Кесальтенанго | Клімат Кесальтенанго | Клімат Кесальтенанго | Клімат Кесальтенанго |
| Показник                | Січ.                 | Лют.                 | Бер.                 | Квіт.                | Трав.                | Черв.                | Лип.                 | Серп.                | Вер.                 | Жовт.                | Лист.                | Груд.                | Рік                  |
| Середня температура, °C | 10                   | 11                   | 13                   | 14                   | 14                   | 14                   | 14                   | 14                   | 13                   | 13                   | 12                   | 11                   | 12                   |
| Норма опадів, мм        | 1                    | 3                    | 7                    | 33                   | 101                  | 164                  | 110                  | 125                  | 147                  | 82                   | 27                   | 2                    | 800                  |
| ----------------------- | -------------------- | -------------------- | -------------------- | -------------------- | -------------------- | -------------------- | -------------------- | -------------------- | -------------------- | -------------------- | -------------------- | -------------------- | -------------------- |
| Джерело: Weatherbase    |                      |                      |                      |                      |                      |                      |                      |                      |                      |                      |                      |                      |                      |

## Історія

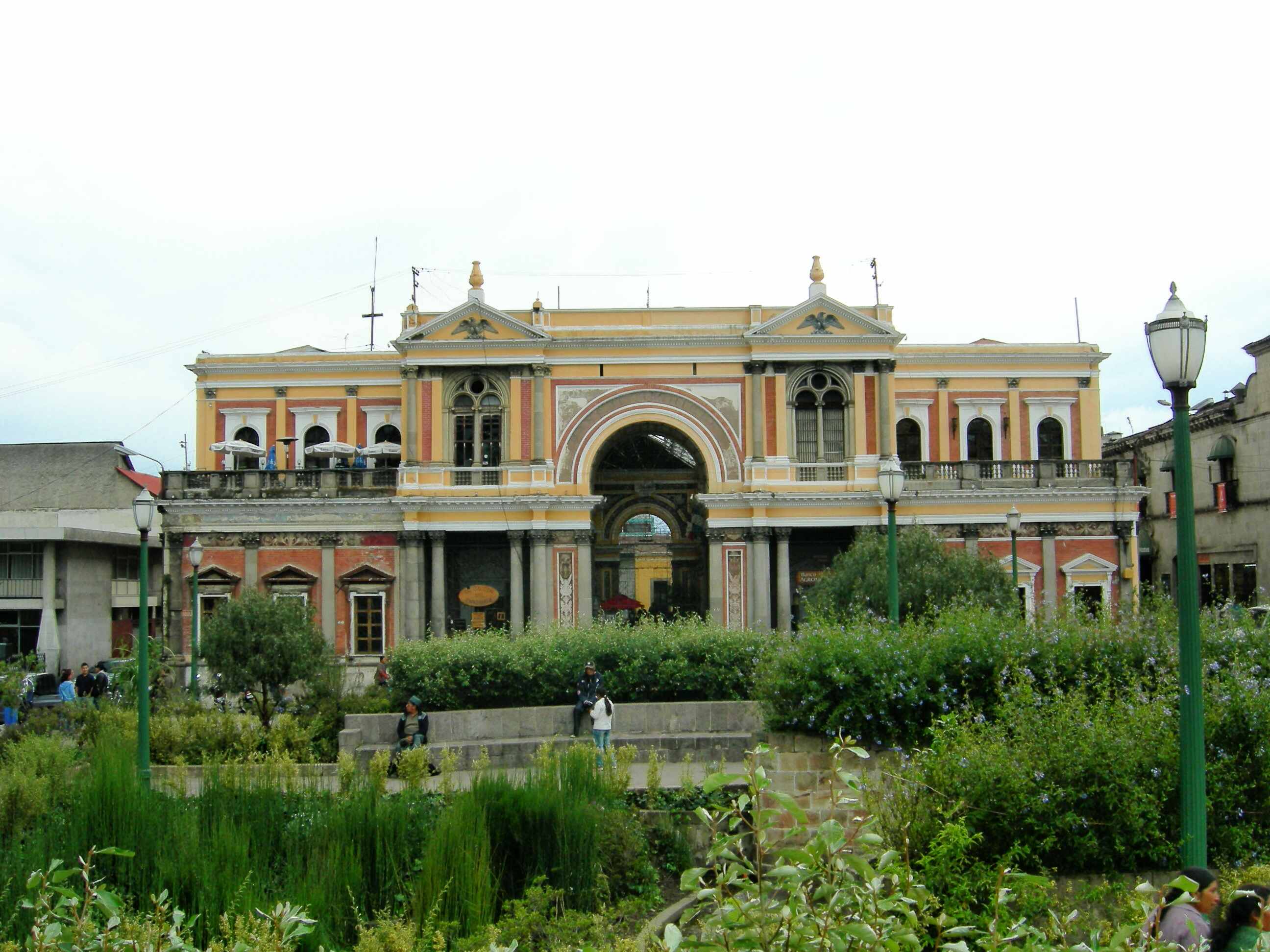

Заснований у 1524 р., у 1838—1840 — столиця Лос-Альтос.

## Економіка
Кесальтенанго — друге за числом жителів місто у країні, важливий торговий і промисловий центр. Цементний завод, легка і харчова промисловість.

## Відомі люди
В цьому місті народилися президенти Гватемали Арбенс і Фуентес, поет і революціонер Отто Рене Кастільо, партизанські провідники Сесар Монтес і Роландо Моран.